# Предел прочности
Преде́л про́чности — механическое напряжение {\displaystyle \sigma _{B}}, выше которого происходит разрушение материала. Иначе говоря, это пороговая величина, превышая которую механическое напряжение разрушит некое тело из конкретного материала. Следует различать статический и динамический пределы прочности. Также различают пределы прочности на сжатие и растяжение.

## Величины предела прочности

### Статический предел прочности
Статический предел прочности, также часто называемый просто пределом прочности есть пороговая величина постоянного механического напряжения, превышая который постоянное механическое напряжение разрушит некое тело из конкретного материала. Согласно ГОСТ 1497-84 «Методы испытаний на растяжение», более корректным термином является временное сопротивление разрушению — напряжение, соответствующее наибольшему усилию, предшествующему разрыву образца при (статических) механических испытаниях. Термин происходит от представления, по которому материал может бесконечно долго выдержать любую статическую нагрузку, если она создаёт напряжения, меньшие статического предела прочности, то есть не превышающие временное сопротивление. При нагрузке, соответствующей временному сопротивлению (или даже превышающей её — в реальных и квазистатических испытаниях), материал разрушится (произойдет дробление испытываемого образца на несколько частей) спустя какой-то конечный промежуток времени (возможно, что и практически сразу, — то есть не дольше чем за 10 с).

### Динамический предел прочности
Динамический предел прочности есть пороговая величина переменного механического напряжения (например при ударном воздействии), превышая которую переменное механическое напряжение разрушит тело из конкретного материала. В случае динамического воздействия на это тело время его нагружения часто не превышает нескольких секунд от начала нагружения до момента разрушения. В такой ситуации соответствующая характеристика называется также условно-мгновенным пределом прочности, или хрупко-кратковременным пределом прочности.

### Предел прочности на сжатие
Предел прочности на сжатие есть пороговая величина постоянного (для статического предела прочности) или, соответственно, переменного (для динамического предела прочности) механического напряжения, превышая который механическое напряжение в результате (за конечный достаточно короткий промежуток времени) сожмет тело из конкретного материала — тело разрушится или неприемлемо деформируется.

### Предел прочности на растяжение
Предел прочности на растяжение есть пороговая величина постоянного (для статического предела прочности) или, соответственно, переменного (для динамического предела прочности) механического напряжения, превышая который механическое напряжение в результате (за конечный достаточно короткий промежуток времени) разорвет тело из конкретного материала. (На практике, для детали какой-либо конструкции достаточно и неприемлемого истончения детали.)

## Другие прочностные параметры
Мерами прочности также могут быть предел текучести, предел пропорциональности, предел упругости, предел выносливости, предел прочности на сдвиг и др. так как для выхода конкретной детали из строя (приведения детали в негодное к использованию состояние) часто достаточно и чрезмерно большого изменения размеров детали. При этом деталь может и не разрушиться, а лишь только деформироваться. Эти показатели практически никогда не подразумеваются под термином «предел прочности».

## Прочностные особенности некоторых материалов
Значения предельных напряжений (пределов прочности) на растяжение и на сжатие у многих материалов обычно различаются.
У композитов предел прочности на растяжение обычно больше предела прочности на сжатие. Для керамики (и других хрупких материалов) — наоборот, характерно многократное превышение пределом прочности на сжатие предела прочности на растяжение. Для металлов, металлических сплавов, многих пластиков, как правило, характерно равенство предела прочности на сжатие и предела прочности на растяжение. В большей степени это связано не с физикой материалов, а с особенностями нагружения, схемами напряженного состояния при испытаниях и с возможностью пластической деформации перед разрушением.
Прочность твёрдых тел обусловлена в конечном счёте силами взаимодействия между атомами, составляющими тело. При увеличении расстояния между атомами они начинают притягиваться, причем на критическом расстоянии сила притяжения по абсолютной величине максимальна. Напряжение, отвечающее этой силе, называется теоретической прочностью на растяжение и составляет σтеор ≈ 0,1E, где E — модуль Юнга . Однако на практике наблюдается разрушение материалов значительно раньше, это объясняется неоднородностями структуры тела, из-за которых нагрузка распределяется неравномерно.
Некоторые значения прочности на растяжение {\displaystyle \sigma _{0}} в МПа (1 кгс/мм² = 100 кгс/см² ≈ 10 МН/м² = 10 МПа) (1 МПа = 1 Н/мм² ≈ 10 кгс/см²):
| Материалы                                     | {\displaystyle \sigma _{0}}, МПа | {\displaystyle \sigma _{0}/E} |
| --------------------------------------------- | -------------------------------- | ----------------------------- |
| Бор                                           | 5700                             | 0,083                         |
| Графит (нитевидный кристалл)                  | 2401                             | 0,024                         |
| Сталь 60С2А рессорно-пружинная                | 1570 (после термообработки)      | 0,0074                        |
| Сапфир (нитевидный кристалл)                  | 1500                             | 0,028                         |
| Железо (нитевидный кристалл)                  | 1300                             | 0,044                         |
| Тянутая проволока из высокоуглеродистой стали | 420                              | 0,02                          |
| Тянутая проволока из вольфрама                | 380                              | 0,009                         |
| Стекловолокно                                 | 360?                             | 0,035                         |
| Сталь Ст0 обыкновенного качества              | 300                              | 0,0017                        |
| Нейлон                                        | 50                               | 0,0025                        |